# Hil·lèvions
El nom genèric d'hil·lèvions (en llatí hilleviones) es donava, segons Plini el Vell a tots els habitants d'Escandinàvia.
Aquest nom no l'esmenta Tàcit, que divideix als escandinaus en dos grups: els suions (suiones) i els sitons (sitones). Els hil·lèvions formen un dels grans grups en què es van dividir els germànics.